# Borovo Naselje
Borovo Naselje je mjesni odbor i bivše naselje u sastavu Grada Vukovara, Vukovarsko-srijemska županija.

## Povijest
Naselje je nastalo tridesetih godina dvadesetog stoljeća. Češki industrijalac Tomáš Baťa utemeljio je 7. lipnja 1931. godine poduzeće "Bata Borovo" (danas Borovo d.d.), te je počeo graditi radničko naselje "Bata ville". Godine 1936. naselje je imalo 122 zgrade izgrađene od neožbukane crvene opeke u kojima je živjelo 1818 stanovnika. Do 1980-ih godina Borovo Naselje je katastarski bilo dio naselja Borovo, a nakon toga postalo je posebna katarstarska općina i pripojeno je gradu Vukovaru.

## Zemljopis
Naselje se nalazi oko 4 km sjeverno od centra Vukovara, 15 km sjeveroistočno od Vinkovaca i 32 km jugoistočno od Osijeka.

## Stanovništvo
Prema popisu stanovništva iz 1961. godine naselje je imalo 3489 stanovnika, a 1991. oko 10000 stanovnika.

## Šport
- HNK Borovo Vukovar, nogometni klub
- HNK Radnički Vukovar, nogometni klub
- KK Borovo Vukovar, košarkaški klub
- HRK Borovo Vukovar, rukometni klub
- HOK Borovo Vukovar, odbojkaški klub
- MNK Bata Borovo Vukovar, malonogometni klub
- boćarski klub Borovo
- boksački klub Borovo
- Taekwondo klub Borovo
- šahovski klub Slaven
- športsko-ribolovna udruga Borovo Naselje 91
- TK Borovo Naselje Vukovar, teniski klub